# Johann Baptist von Foresti
Johann Baptist von Foresti (Trento, 30 de marzo de 1776-Viena, 7 de mayo de 1849) fue un oficial italo-austríaco, conocido por haber sido educador de Francisco, duque de Reichstadt, hijo de Napoleón Bonaparte.

## Biografía

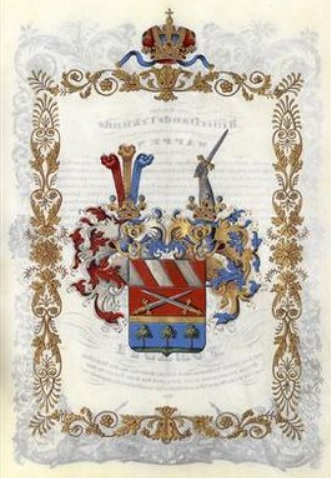
Página del diploma de elevación de Johann Baptist a caballero en que se muestran sus armas.

Procedía de una familia de Bérgamo, asentada en su ciudad natal, Trento, en el siglo XVIII. Siguió la carrera militar. Comenzó haciendo estudios en la Academia del Genio en Viena de donde se graduó con el grado de fahnricht. Posteriormente se unió al arma de infantería del ejército imperial, participando en la Campaña de Italia y posteriormente en las Guerras napoleónicas.
A finales de 1810 abandonó el servicio activo tras haber conseguido el grado de capitán.
El 6 de septiembre de 1815 fue nombrado por Francisco I de Austria, preceptor de su nieto Francisco, por entonces príncipe de Parma, hijo de su hija mayor, María Luisa de Austria y Napoleón Bonaparte. En el ejercicio de estas funciones a las órdenes de Moritz von Dietrichstein, ayo del príncipe.
Sus tareas en la educación del príncipe eran enseñarle matemáticas, francés, italiano y asuntos militares; así como el repaso de las lecciones que este recibía en otras materias. Compartiría las tareas de preceptor del príncipe, después duque de Reichstadt con el poeta Matthäus Casimir von Collin y su sucesor el militar Joseph von Obenaus. 
Continuaría en este cargo hasta septiembre de 1832.
El 12 de diciembre de 1841 fue ennoblecido como caballero (en alemán ritter) por diploma de Fernando I de Austria.

## Órdenes
- Caballero de la Orden imperial de Leopoldo.

- Comendador de la Sagrada Militar Orden Constantiniana de San Jorge. (1830, Ducado de Parma)[3]